# Rudolf Regner
Rudolf "Rudek" Regner - „...mańkut, że nie daj Bóg!...” – urodzony w 1917 r., w m. Dolina, zmarły w 1941 r.(?), kpr. rezerwy WP, harcerz w stopniu harcerza orlego. Przed wojną księgowy w spółdzielni w Turce nad Stryjem. Biały Kurier. Wraz z „Małym Władziem” przeprowadzał spod okupacji sowieckiej ludzi, wiadomości, „bibułę”, a z Budapesztu pieniądze informacje o sytuacji w Europie, wiadomości od „Sikurskiegu"”. Pierwotna wersja, jakoby został zastrzelony prawdopodobnie w maju 1940 roku przez NKWD podczas przeprowadzania grupy uciekinierów spod okupacji sowieckiej nie potwierdziła się.
W rzeczywistości został aresztowany w Komarnikach 8 lipca 1940 roku w drodze na Węgry, więziony początkowo w Drohobyczu wyrokiem Sądu Wojskowego 6. Armii Kijowskiego Okręgu Wojskowego z 16 maja 1941 r. otrzymał wyrok – kara śmierci. W czerwcu 1941 r. przebywał w Więzieniu nr 1 we Lwowie przy ul. Łąckiego i tam prawdopodobnie stracony przed wybuchem wojny niemiecko-sowieckiej (22 czerwca 1941 r.).
Materiały sądowe jego sprawy i 10 innych osób, w tym Władzia Ossowskiego zostały niedawno opublikowane przez IPN: Polskie Podziemie 1939-1941. Od Wołynia do Pokucia. cz. 2, Warszawa-Kijów 2004, Wyd. Rytm, str. 1221-1319. 